# Барракпор
Барракпор (англ. Barrackpore) або Барракпур (англ. Barrackpur, бенг. ব্যারাকপুর) — місто в окрузі Норт-24-Парґанас індійського штату Західний Бенгал, розташоване на річці Хуґлі, одному з рукавів Гангу. Місто було одним з адміністративних центрів Британської Індії, а зараз є приміським районом Колкати.
| Індія | Це незавершена стаття з географії Індії. Ви можете допомогти проєкту, виправивши або дописавши її. |